# Buhy
Buhy ist eine französische Gemeinde mit 327 Einwohnern (Stand 1. Januar 2022) im Département Val-d’Oise in der Region Île-de-France. Die Bewohner nennen sich Buhyien(ne)s oder Buhycelien(ne)s. Der Weiler Buchet gehört zu Buhy.

## Geografie
Das Gemeindegebiet gehört zum Regionalen Naturpark Vexin français und wird vom Bach Cudron durchquert, der in die Epte mündet.
Umgeben wird Buhy von den vier Nachbargemeinden: 
|                      |                                             | Parnes               |
| Saint-Clair-sur-Epte | Kompassrose, die auf Nachbargemeinden zeigt | La Chapelle-en-Vexin |
|                      | Montreuil-sur-Epte                          |                      |

## Geschichte
Philippe Duplessis-Mornay und seine Familie übte lange Zeit die Ortsherrschaft in Buhy aus.
Am 4. August 1727 verstarb hier der Marschall von Frankreich, Victor-Maurice, comte de Broglie.

## Sehenswürdigkeiten

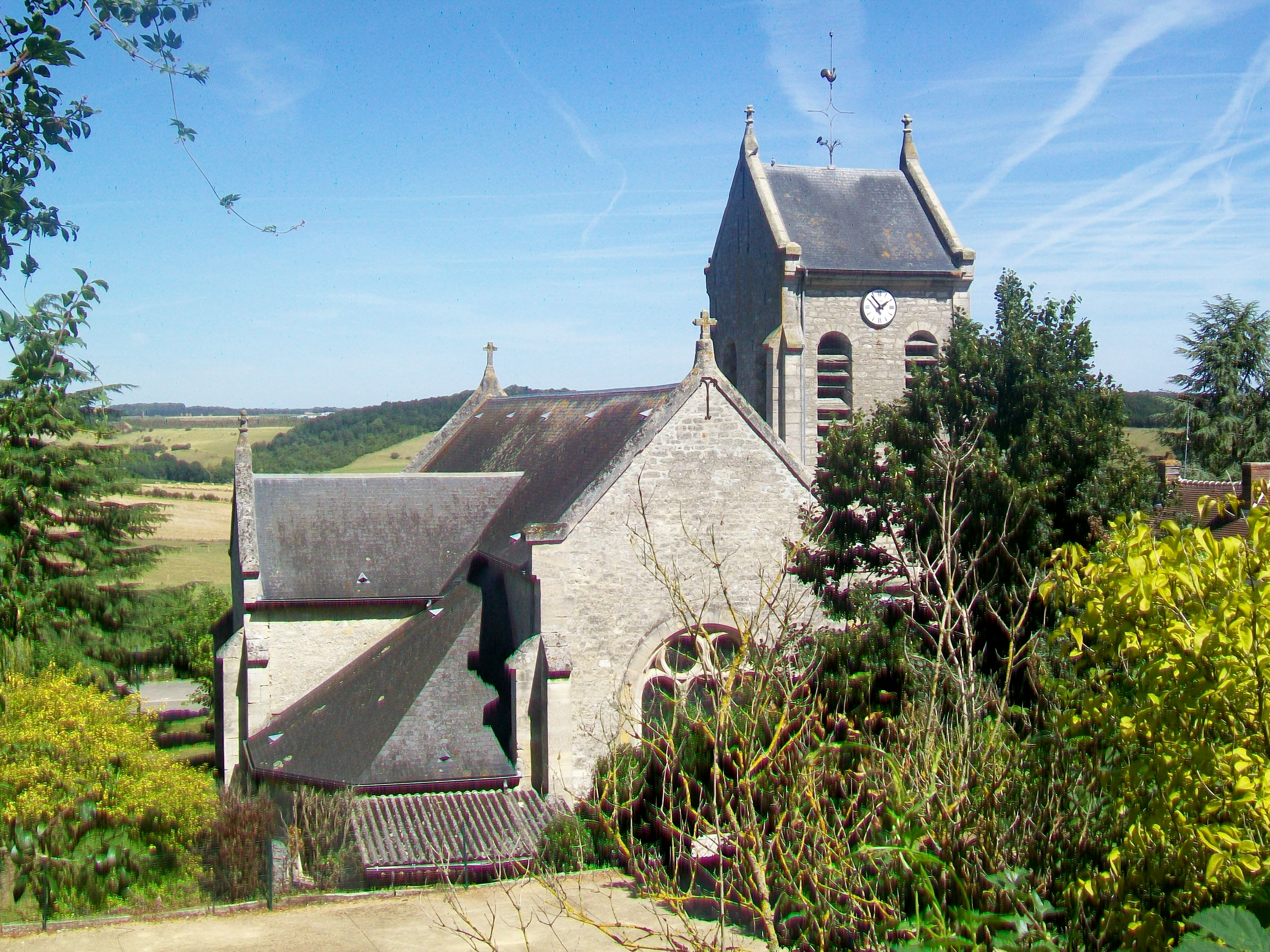
Kirche Saint-Saturnin

- Kirche Saint-Saturnin, die 1878/79 erbaute Kirche besitzt ein Taufbecken aus dem 12. Jahrhundert
- Waschhaus im Weiler Buchet

## Bevölkerungsentwicklung
| Jahr      | 1962 | 1968 | 1975 | 1982 | 1990 | 1999 | 2007 |
| --------- | ---- | ---- | ---- | ---- | ---- | ---- | ---- |
| Einwohner | 194  | 159  | 153  | 197  | 239  | 267  | 295  |